# ICH7

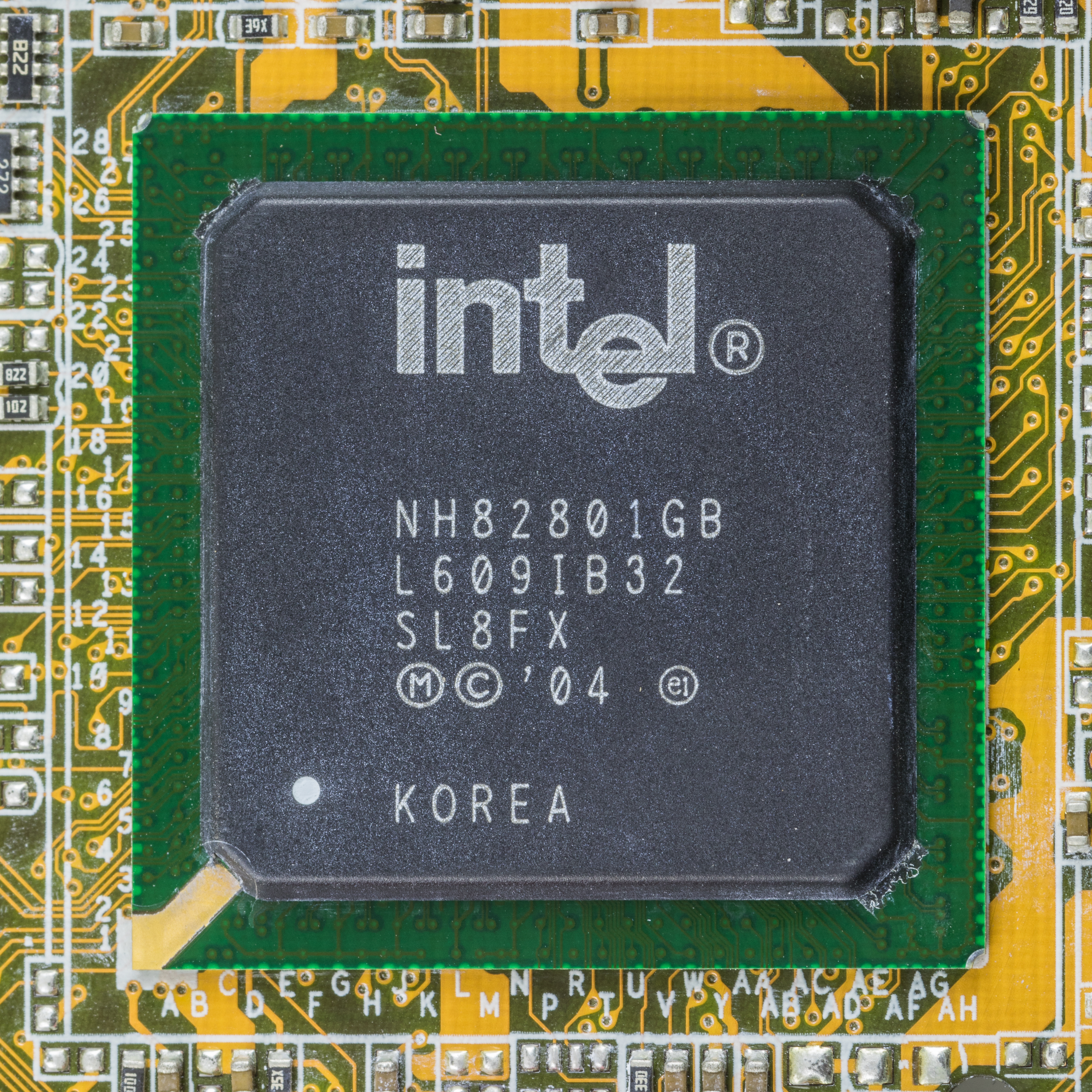
Intel NH82801GB - ICH7 Base

L'ICH7 è il southbridge introdotto da Intel insieme ai chipset i945 Lakeport e i955 Glenwood a metà 2005, come evoluzione del precedente ICH6 che era abbinato all'i915 e all'i925. Nel 2006 è stato abbinato anche al chipset mobile Calistoga alla base della piattaforma Centrino Duo Napa, la prima in grado di supportare un processore dual core, il Core Duo Yonah.

## Caratteristiche tecniche

Schema a blocchi del southbridge ICH7-R

L'ICH7 è prodotto nel nuovo package "Micro Ball Grid Array (mBGA) 652" da 31x31 mm, a differenza di quello 609 usato per i modelli precedenti.
Come il predecessore, anche l'ICH7 consente ai produttori di schede madri di integrare fino a 8 porte USB 2.0, ma il supporto allo standard PATA è stato limitato ad un unico canale di tipo UltraATA 100 con supporto RAID alle modalità "0", "1" e, per la prima volta, "5", oltre alla cosiddetta modalità Intel Matrix; ad essere precisi, la modalità RAID "5" era fornita via software e richiedeva quindi un certo lavoro da parte della CPU (proprio per questo motivo Intel consigliava l'utilizzo di tale modalità in abbinamento a processori dual core) per gestire i calcoli XOR necessari per la creazione dei dati di parità. Per controbilanciare il limite di un solo canale PATA, è stato migliorato il supporto dell'interfaccia SATA. ICH7 offriva ancora 4 porte SATA, ma queste erano del tipo SATA-300 (sempre dotate di supporto al NCQ), teoricamente in grado di offrire una ampiezza di banda doppia per ciascuna periferica collegata.
Lo standard audio integrato era rimasto l'Intel High Definition Audio, chiamato da Intel con il nome in codice Azalia. La qualità era nettamente migliore rispetto a quella dello standard AC '97 e quindi anche un sistema con audio integrato poteva svolgere le funzioni di un impianto home theater. Per quanto riguarda la scheda di rete, ancora una volta il supporto era offerto attraverso lo standard PCI Express.
La comunicazione tra Northbridge e southbridge è rimasta invece la cosiddetta Direct Media Interface da 1 GB/s (nei chipset attuali è di ben 2 GB/s) basata sul bus PCI Express, e introdotta da Intel con il predecessore dell'ICH7, l'ICH6.
Le versioni disponibili sono le seguenti:
- ICH7 - versione "base"
- ICH7-R - supporto RAID
- ICH7-DH

## ICH7 anche per la variante G31 di Bearlake
A fine gennaio 2007 venne annunciato che la variante G31 del chipset Bearlake sarebbe stata abbinata all'ICH7 invece che all'ICH9 utilizzato da tutti gli altri modelli della stessa famiglia. Il G31 è una versione ancor più semplificata del G33, e l'integrazione del più semplice ICH7 consente la produzione di schede madri molto economiche.
L'ICH7 viene utilizzato anche nella variante più economica della famiglia di chipset Eaglelake (che nelle altre varianti utilizza invece l'ICH10) e  prende il nome di G41.

## Il successore
Il successore di ICH7 è, banalmente, l'ICH8 presentato a metà 2006 abbinato al chipset i965 Broadwater, successore dell'i945 Lakeport.